# Lista de bolas oficiais da Copa das Confederações
Este artigo traz uma lista com o nome das bolas usadas nas Copas das Confederações.
Até o ano de 2003, as bolas usadas eram as mesmas da Copa do Mundo. A partir de 2005, começou-se a ser usada uma bola oficial diferente da usada na Copa do Mundo.
| Copa das Confederações | País                    | Bola Oficial | Observações | Imagem | Ref               |
| ---------------------- | ----------------------- | ------------ | --- | ------ | ----------------- |
| 1992                   | Arábia Saudita          | Etrusco      | |        |                   |
| 1995                   | Arábia Saudita          | Questra      | |        |                   |
| 1997                   | Arábia Saudita          | Questra      | |        |                   |
| 1999                   | México                  | Tricolore    | |        |                   |
| 2001                   | Coreia do Sul e · Japão | Tricolore    | |        |                   |
| 2003                   | França                  | Fevernova    | |        |                   |
| 2005                   | Alemanha                | Pelias 2     | |        | [ 1 ]             |
| 2009                   | África do Sul           | Kopanya      | Kopanya significa “unir”, em língua falada em algumas províncias do país.                                                     |        | [ 1 ] [ 2 ]       |
| 2013                   | Brasil                  | Cafusa       | O nome da bola deriva de 3 palavras da cultura brasileira: CArnaval, FUtebol e SAmba                                          |        | [ 3 ] [ 4 ]       |
| 2017                   | Rússia                  | Krasava      | O nome da bola deriva de uma expressão comum dos torcedores russos para descrever quando o time joga com criatividade e garra |        | [ 5 ] [ 6 ] [ 7 ] |